# René Eijkelkamp
René Antonius Maria Eijkelkamp (født 6. april 1964 i Dalfsen, Holland) er en hollandsk tidligere fodboldspiller (angriber).
Eijkelkamp spillede seks kampe for Hollands landshold. Han debuterede for holdet i november 1988 i en venskabskamp mod Italien, og spillede sin sidste landskamp i september 1995 i en EM-kvalifikationskamp mod Hviderusland.
På klubplan spillede Eijkelkamp de første mange år af sin karriere i hjemlandet, hvor han repræsenterede henholdsvis Go Ahead Eagles i Deventer samt FC Groningen. Han havde senere ophold i både Tyskland og Belgien, inden han stoppede sin karriere i 1999.

## Titler
Æresdivisionen
- 1997 med PSV Eindhoven

Johan Cruijff Schaal
- 1996 og 1997 med PSV Eindhoven

Belgisk pokal
- 1995 med Club Brugge